# Eubela nipponica
Eubela nipponica is een slakkensoort uit de familie van de Raphitomidae. De wetenschappelijke naam van de soort is voor het eerst geldig gepubliceerd in 1938 door Kuroda.